# Sydney Hudson
Pour les articles homonymes, voir Hudson.
Sydney Hudson (1910-2005)  est un officier britannique qui, pendant la Seconde Guerre mondiale, effectua des missions clandestines comme agent du Special Operations Executive : deux missions en France occupée comme chef du réseau HEADMASTER, et une en Extrême-orient.

## Biographie
Sydney Hudson naît le 1er août 1910 à Tunbridge Wells, Kent.
Il est éduqué en Suisse, près de Montreux.
En 1936, il fait partie de l’équipe britannique de ski aux Jeux olympiques d’hiver.
En 1939, il remporte le championnat suisse de golf amateur.
Il est nommé sous-lieutenant au Royal Fusiliers (City of London Regiment) [1685-1968] le 15 février 1941 après un cours d’élève-officier (Officer Cadet Training Unit ou OCTU). Il sert dans les Auxiliary Units, ancêtres des unités commandos, comme l'aventurier et écrivain Peter Fleming et le futur acteur Anthony Quayle avant d’intégrer le Special Operations Executive.
Lieutenant, une première opération l’amène en France avec Brian Rafferty et George Jones. Son nom de guerre est « Simon ». Mais, arrivé près de Clermont-Ferrand le 25 septembre 1942, il est arrêté le 8 ou le 9 octobre. Condamné par un tribunal lyonnais à cinq ans de travaux forcés, il passe de longs mois dans diverses prisons françaises, avant d’être transféré à la Maison centrale d’Eysses, d’où il s’évade avec 25 autres détenus, le 3 janvier 1944.
De retour à Londres, il se voit confier une seconde mission : capitaine avec rang de commandant, il est de nouveau parachuté en France avec le radio George Jones, avec qui il a déjà fait équipe en 1942 ; avec le nom de guerre « Albin », il prend la tête du réseau HEADMASTER opérant dans la région du Mans. Dans la nuit du 28 au 29 mai, il reçoit le renfort de Raymond Glaesner (qu’il avait rencontré à Eysses et qui s’était échappé avec lui), d’Eugène Bec « Hugues » et de Sonya Butt « Blanche ».
Ses opérations de sabotage valent au commandant Hudson et au lieutenant Glaesner le Distinguished Service Order le 21 juin 1945 pour bravoure sur le champ de bataille.
Commandant avec rang de lieutenant-colonel de la Force 136, il est parachuté le 26 mai 1945 en Thaïlande. Il est responsable de la zone "Coupling" tandis que le lieutenant-colonel David Smiley, parachuté le 29 mai, est responsable de la zone "Candle". Les deux officiers collaborent pour gérer la libération des camps de prisonniers de guerre alliés en Thaïlande. C. Hudson reçoit une deuxième fois le Distinguished Service Order le 7 novembre 1946 tandis que D. Smiley est nommé Officier de l'Ordre de l'Empire britannique (opérations spéciales en Asie du Sud-Est : Inde, Thaïlande). 
Cette mission du SOE en Thaïlande est développée dans Irregular Regular de D. Smiley.
Le 1er janvier 1949, il est promu commandant de réserve et lieutenant-colonel honoraire du Corps du Renseignement (Intelligence Corps).
Après la guerre, il appartient à la branche britannique de la Commission de contrôle en Allemagne, où il s’occupe de la rééducation des jeunes mineurs de la Ruhr ; puis il fait carrière à la Shell International, dans la division des Ressources Humaines.
En 1969, il revient au pays pour prendre la direction des Ressources Humaines de la Bank of Scotland.
En 2003, il publie un livre qui relate son expérience d'agent du SOE Undercover Operator: An SOE Agent's Experiences in France and the Far East, Pen & Sword Books, Leo Cooper.
Il meurt le 7 avril 2005 à Livingston en Écosse, à l'âge de 94 ans.

## Identités
- État civil : Christopher Sydney Hudson[6]
- Surnom : "Soapy"[7]
- Comme agent du SOE, section F :
  - Nom de guerre (field name) : « Simon » puis  « Albin »
  - Nom de code opérationnel : HEADMASTER (en français DIRECTEUR D'ÉCOLE)
  - Faux papiers :
    - Jacques Laroche ;
    - Michel Puisais, né le 18 décembre 1911 à Poitiers ; industriel ; domicile : 138, rue de Courcelles (Paris) ; signalement : 1,80 m ; cheveux châtain clair ; etc.

  - Autre pseudo : Marc

Pour accéder à des photographies de Sydney Hudson, se reporter au paragraphe Sources et liens externes en fin d’article.

## Carrière militaire
- 13 juin 1940 : simple soldat (Private), Royal Fusiliers (City of London Regiment)
- Peloton d'élève-officier (OCTU, Île de Man) ;
- 1941 : sous-lieutenant (commissioned Royal Fusilers) ;
- 1941 : East Kent Auxiliary Units ;
- 1942 : SOE, section F ;
- 1945 : SOE, Force 136 ;
- Commandant (Major), puis Lieutenant-colonel.

## Famille
- Ses parents : Theodore et Ella Hudson
- Mariages : [1] Joan (une fille: Jennifer) ; [2] Ruth.

## Œuvre
Undercover Operator : Wartime Experiences With SOE in France and the Far East, Pen & word Books Ltd, Barnley, South Yorkshire, Leo Cooper, 2003.

## Reconnaissance

### Distinctions
Sydney Hudson a reçu les distinctions suivantes :
- Grande-Bretagne : DSO and Bar (France-1945, Thaïlande-1946).
- France : Croix de guerre 1939-1945, (1944).

### Monuments et plaques
- Une plaque, posée à l'intérieur de la Poste centrale du Mans (Sarthe), rappelle : « Ici le 24 juillet 1944, le major Sydney Hudson du S.O.E. britannique, fit sauter la nuit précédant sa mise en service opérationnelle, le central téléphonique allemand, avec le concours du personnel des P.T.T. »

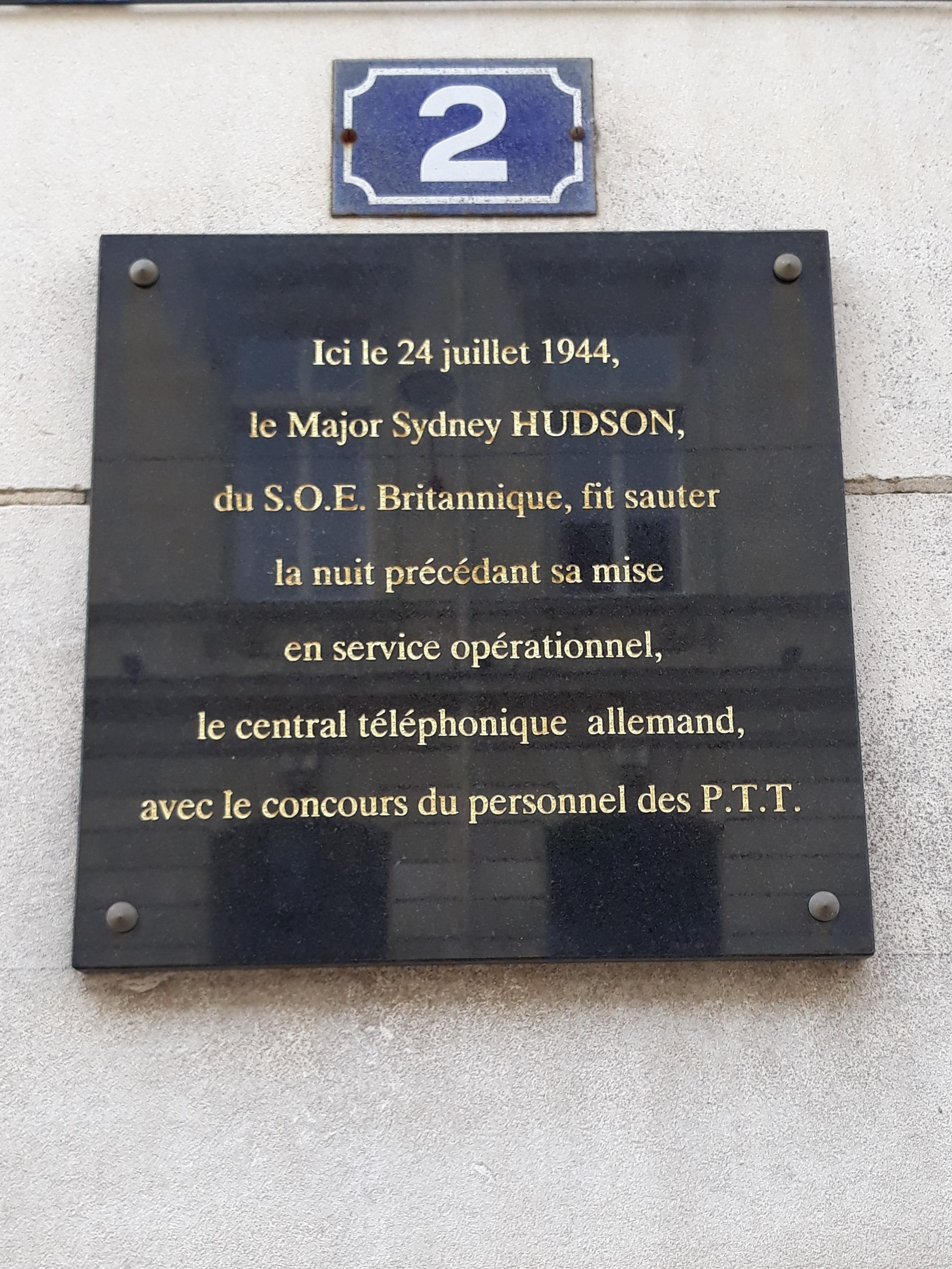